# Esen Püsküllü
Esen Püsküllü (* 16. Juli 1946 in Beşiktaş) ist eine türkische Schauspielerin.

## Leben und Karriere
Ihren Durchbruch erzielte Püsküllü, nachdem sie bei einem Wettbewerb der Zeitschrift Ses den zweiten Platz belegte, wodurch sie in die Filmbranche einstieg. Sie spielte in über 100 Filmen mit. Zu ihren bekanntesten Filmen zählen Ah Müjgan Ah, Rüya Gibi und Öp Beni.
1966 heiratete sie den Regisseur Yücel Uçanoğlu, mit dem sie zwei Kinder hat. In den 1980er-Jahren zog sich Püsküllü aus der Filmbranche zurück.

## Filmografie (Auswahl)
- 1965: Canım Sana Feda
- 1966: Hazreti Süleyman Ve Saba Melikesi
- 1966: İhtiras Kurbanları
- 1966: Katiller De Ağlar
- 1969: Kardeş Kurşunu
- 1969: Kibar Ali
- 1969: Şehir Eşkiyası
- 1969: Seninle Düştüm Dile
- 1969: Yaşamak Hakkımdır
- 1974: Zavallı - Bodur Cani
- 1975: Pembe Panter
- 1977: Bir Yiğit Gurbete Gitse
- 1978: Aldırma Gönül
- 1978: Kadınlar Koğuşu
- 1984: Gurbet
- 1988: Kıbrıs'ta Vuruşanlar
- 1988: Oruç Reis